# Live at the Fillmore East 1970
Live at the Fillmore East 1970 är en dubbelt livealbum av bluesrockbandet Ten Years After, utgivet 2001. Skivan spelades in i februari 1970 på Fillmore East.
Skivan innehåller många bluescovers, som Chuck Berrys "Sweet Little Sixteen" och "Roll Over Beethoven" som The Beatles gjorde sin version av på albumet With the Beatles. Albumet avslutas med Willie Dixons klassiska "Spoonful" som bluesrockbandet Cream också hade med på sina album Fresh Cream och Wheels of Fire. Med albumet Live at the Fillmore återvände Ten Years After tillbaka till sitt 1950-tals blues-sound istället för deras dåvarande popmusik.

## Låtlista

### CD 1
1. "Love Like a Man" (Alvin Lee) – 9:34
2. "Good Morning Little Schoolgirl" (Sonny Boy Williamson) – 7:26
3. "Working on the Road" (Alvin Lee) – 3:34
4. "The Hobbit" (Ric Lee) – 10:52
5. "50,000 Miles Beneath My Brain" (Alvin Lee) – 9:58
6. Medley: – 19:30
  - a) "Skoobly-Oobly-Doobob" (Alvin Lee)
  - b) "I Can't Keep from Crying, Sometimes" (Al Kooper)
  - c) "Extension on One Chord" (Chick Churchill, Alvin Lee, Ric Lee, Leo Lyons)

### CD 2
1. "Help Me" (Willie Dixon, Ralph Bass) – 16:05
2. "I'm Going Home" (Alvin Lee) – 11:57
3. "Sweet Little Sixteen" (Chuck Berry) – 4:38
4. "Roll Over Beethoven" (Chuck Berry) – 4:44
5. "I Woke Up This Morning" (Alvin Lee) – 8:09
6. "Spoonful" (Willie Dixon) – 8:00

## Medverkande
- Alvin Lee — gitarr, sång
- Chick Churchill — orgel
- Leo Lyons — bas
- Ric Lee — trummor